# Gedächtnis der Völker
Gedächtnis der Völker (GdV) ist eine deutschsprachige, überwiegend populär ausgerichtete ethnologische Buchreihe, die im Verlag Waldgut in Frauenfeld in der Schweiz erscheint.
Die Reihe enthält von verschiedenen Autoren verfasste Bücher über die Geschichte und Kultur von verschiedenen Regionen und Völkern der Welt. Jedes Buch beschäftigt sich mit einem bestimmten Thema oder einer bestimmten Region und bietet eine detaillierte und informative Einführung in die Geschichte und Kultur.
Sie enthält Geschichten, Sagen, Märchen, Mythen, Essays und Berichte, Erfahrungs- und Lebensgeschichten und liefert Literatur mit ethnologischem Hintergrund.
Der Band Mit den Bären im Wald von Katharina Gernet beispielsweise schildert das Leben einer Korjakin aus Mittel-Kamtschatka im russischen Fernen Osten.

## Bände (Auswahl)
- Ruth Balmer: Kindsmörderin: Die tiefe Verlassenheit der Barbara Weber
- Dalai Lama (VI.): Liebeslieder
- Arif Demolli: Es war ein Dorf in Kosova: Die Lebenden und die Toten meiner Kindheit
- Jürgen Wasim Frembgen: Am Schrein des roten Sufi
- Jürgen Wasim Frembgen: Das Rätsel des Pfeils
- Jürgen Wasim Frembgen: Das verschlossene Tal
- Jürgen Wasim Frembgen: Nachtmusik im Land der Sufis
- Peter R. Gerber: Unsere Kindheit – unsere Zukunft
- Katharina Gernet: Mit den Bären im Wald
- Peter van Ham: Krieger von Sonne und Mond
- Drachenmädchen und Schlangenkerle. Märchen und Erzählungen der Randvölker Chinas. Ausgewählt und übersetzt von Marie-Luise Latsch und Helmut Forster-Latsch
- Hjalmar Öberg: Vom Verdingbub zum Wildmarksiedler: Karl Wilhelm Öbergs[2] abenteuerlicher Weg nach Lappland
- Paul O. Pfister: Die Rotunde vom Montesiepi
- Amélie Schenk: Im Land der zornigen Winde
- Galsan Tschinag: Das zaubermächtige Goldplättchen
- Blanche Christine Olschak: Perlen alttibetischer Literatur